# Старошайговское сельское поселение
Старошайговское се́льское поселе́ние — муниципальное образование в Старошайговском районе Мордовии Российской Федерации.
Административный центр — село Старое Шайгово.

## История
Образовано в 2005 году в границах сельсовета.
Законом от 24 апреля 2019 года, Леткинское сельское поселение и одноимённый ему сельсовет были упразднены, а входившие в их состав населённые пункты были включены в Старошайговское сельское поселение (сельсовет).

## Население
| 2002  | 2010  | 2012  | 2013  | 2014  | 2015  | 2016  |
| ----- | ----- | ----- | ----- | ----- | ----- | ----- |
| 5469  | ↘5279 | ↘5180 | ↘5092 | ↘5000 | ↘4870 | ↘4745 |
| 2017  | 2018  | 2019  | 2020  | 2021  |       |       |
| ↘4599 | ↘4483 | ↘4366 | ↗4632 | ↗5212 |       |       |

## Состав сельского поселения
| № | Населённый пункт | Тип населённого пункта | Население |
| - | ---------------- | ---------------------- | --------- |
| 1 | Клад             | посёлок                | ↘7        |
| 2 | Красная Поляна   | посёлок                | ↘26       |
| 3 | Красный          | посёлок                | ↘20       |
| 4 | Кувай            | посёлок                | ↘9        |
| 5 | Летки            | село                   | ↘360      |
| 6 | Сарга            | село                   | ↘38       |
| 7 | Старое Шайгово   | село                   | ↘4818     |
| 8 | Ягодная Поляна   | посёлок                | ↘10       |